# Никольский район (Орловская область)
Никольский район — административно-территориальная единица в Курской и Орловской областях РСФСР, существовавшая в 1935—1963 годах. Административный центр — посёлок Беломестное.
Район был образован 18 января 1935 года с центром в селе Никольское в составе Курской области. 

27 сентября 1937 года район вошёл в состав вновь образованной Орловской области. 

2 октября 1947 года райцентр перенесен в посёлок Беломестное с сохранением существующего наименования района. 

9 февраля 1963 года Никольский район был упразднён, его территория вошла в состав Ливенского сельского района.